# Abdoulaye Touré
Abdoulaye Touré (ur. 3 marca 1994 w Nantes) – gwinejsko-francuski piłkarz, występujący na pozycji pomocnika we francuskim klubie Le Havre AC oraz w reprezentacji Gwinei. Uczestnik Pucharu Narodów Afryki 2023.
Wychowanek USSA Vertou, w trakcie swojej kariery grał także w takich zespołach, jak FC Nantes, Vendée Poiré-sur-Vie, Genoa oraz Fatih Karagümrük SK. Były młodzieżowy reprezentant Francji.